# Corriere del Ticino
Il Corriere del Ticino è il principale quotidiano svizzero di lingua italiana. La sua sede principale si trova a Muzzano, nel Canton Ticino. È il principale quotidiano della sua area geografica per lettori e numero di copie e ha redazioni dedicate per coprire le cronache nelle regioni di Lugano, Mendrisio, Bellinzona e Locarno. Il Corriere del Ticino si profila nel panorama ticinese come una testata d’informazione indipendente.
È parte del Gruppo Corriere del Ticino, il primo gruppo multimediale della Svizzera Italiana, che comprende Radio3i, Teleticino, cdt.ch, Ticinonews.ch e il Centro Stampa Ticino come anche il più recente brand MediaTI Marketing, la prima concessionaria pubblicitaria cross media del Ticino, fondata nel 2016.
Come inserto del venerdì all'interno del Corriere del Ticino, fino a fine 2023, veniva redatto anche il settimanale Illustrazione Ticinese con AgendaSette che si occupava di territorio, tempo libero, eventi e manifestazioni. A partire dall'anno 2024 i contenuti di Illustrazione ticinese diventano parte integrante del quotidiano Corriere del Ticino, trovando giornalmente spazio all'interno delle sue pagine, e cessando dunque la stampa separata dell'inserto.
Dall’agosto 2021 è presente invece la nuova testata gratuita La Domenica, con una redazione dedicata, che ha sostituito di fatto il domenicale Il Caffè. Con questa pubblicazione, il Gruppo Corriere del Ticino offre una copertura informativa anche cartacea sette giorni su sette.
Un’altra testata storica, oggi appartenente al Gruppo Corriere del Ticino, è Tessiner Zeitung, fondata nel 1908, unico settimanale in lingua tedesca pubblicato nel Canton Ticino, edito in passato dal Gruppo Rezzonico.

## Storia

### Presentazione[2]

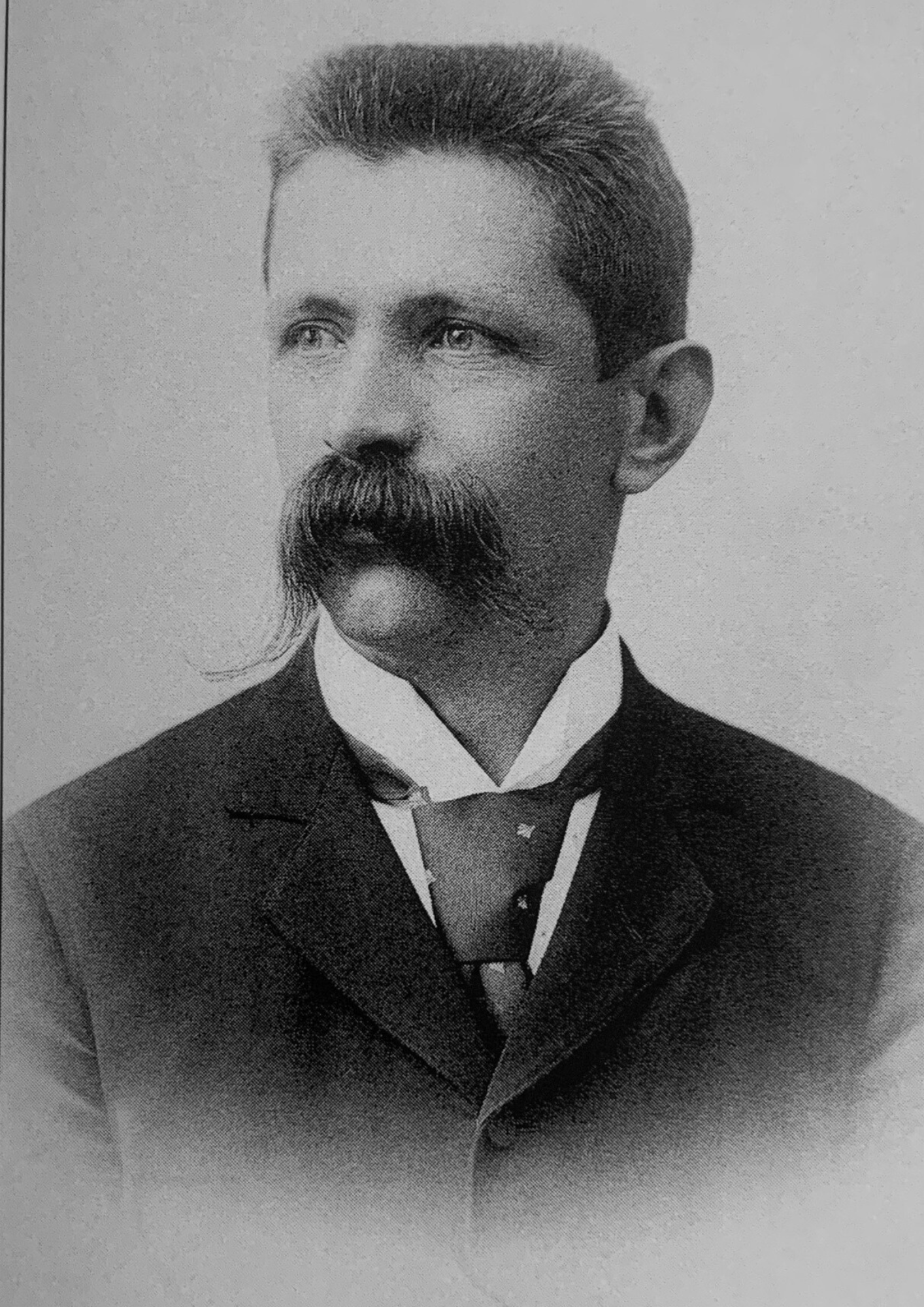
Agostino Soldati, fondatore Corriere del Ticino (© CDT)

Il Corriere del Ticino viene fondato il 28 dicembre 1891 da Agostino Soldati e si presenta come quotidiano indipendente. Nel suo articolo-manifesto è possibile leggere: “Siamo liberali, perché vogliamo il rispetto scrupoloso della libertà di tutti cominciando dalla più preziosa ed elevata che riguarda la libera professione della propria fede religiosa, senza indebite intrusioni e senza odiose e vessatorie restrizioni, giù discendendo a quelle di ordine politico e sociale; perché crediamo che la libertà, nonostante le trasmodanze e gli eccessi inseparabili dal suo esercizio, è il soffio vivificatore delle istituzioni; […]”. Ma allo stesso tempo, viene successivamente scritto: “Siamo conservatori perché vogliamo mantenuto forte e potente il principio d’autorità, esigenza tanto più legittima in un regime democratico, dove l’autorità emana dall’autorità popolare; rispettante la Costituzione e le leggi, […]”. Riportando, infine, il pensiero: “Siamo quindi liberali-conservatori considerando i due aggettivi come integrantisi a vicenda, senza che l’uno sopra l’altro prevalga”.

### L'inizio[2][3]
Sulla prima edizione del Corriere del Ticino, stampata a suo tempo dalla Tipografia Traversa Fabrizio di Lugano, emerge il costo di Franchi 12,00 per l’abbonamento annuale alla Tipografia, Franchi 15,00 in Svizzera e Franchi 27,00 se all’estero. In apertura è possibile leggere: “Un nuovo giornale non è certo la strenna più gradita che si potesse desiderare tra Natale e Capo d’anno; il tempo e l’esperienza dimostreranno, almeno speriamo, che non fu la più inutile. Per ora, nella nostra autopresentazione dobbiamo forzatamente accontentarci di semplici promesse. Ciò che il pubblico chiede innanzi tutto ad un giornale, si è di essere prontamente ed imparzialmente informato di tutti i fatti che possono interessare la sua attenzione. Il Corriere del Ticino si studierà di soddisfare a questa legittima esigenza, pubblicando giornalmente un bollettino politico in cui siano riassunti ed apprezzati i principali avvenimenti. Uno speciale servizio telegrafico lo porrà in grado di fornire ai propri lettori nel Ticino, le notizie recentissime in anticipazione sui giornali italiani e della Svizzera interna, ed appositi corrispondenti da Milano, da Roma, da Parigi e da Berlino gli permetteranno di tenerli regolarmente al corrente dei fatti principali della politica europea senza mestieri di far ricorso ad altri giornali”. Tra le rubriche proposte figurano, ad esempio: scene elettorali, notizie della Confederazione, cronaca Cantonale, cronaca cittadina e molto altro.
La prima sede è ubicata in Via Pretorio 195 a Lugano e, aspetto al tempo innovativo, è raggiungibile tramite telefono.
Sotto la direzione di Agostino Soldati il giornale ha una buona crescita: nel 1895 figurano abbonati in Italia, Francia, Gran Bretagna, Belgio, Austria e Stati Uniti. La redazione del giornale, al suo esordio, è guidata principalmente da Giovanni Anastasi, docente e pubblicista non ancora quarantenne, e Antonio Fontana, ventiseienne con studi giuridici e una buona cultura musicale. Al tempo non è riconosciuta una figura di direttore se non che, con la prematura scomparsa di Fontana, è Anastasi a ricoprire il ruolo di capo-redattore con al suo fianco, tra il 1906 e 1907, le figure di Lindoro Regolatti e Giulio Rossi.

### Alla guida[2]
Nel 1908 la direzione come capo-redattore passa al professore Lindoro Regolatti che, a causa di alcuni contrasti con la dirigenza del giornale, rassegna le dimissioni alla fine del 1911. Sotto la sua direzione, grazie al successo riscontrato negli anni verso il pubblico, il giornale cambia il suo formato e questo comporta la decisione di appoggiarsi alla Tipografia Commerciale Moderna per la stampa della testata.
L'anno seguente sale ufficialmente al timone con il ruolo di direttore il dottor Edouard Platzhoff-Lejeune, con un passato di studi teologici e filosofici, il quale, tuttavia, resta alla testa del giornale solo da febbraio a settembre.
Breve intermezzo prima dell’ultra-quarantennale guida redazionale di un giovane ventisettenne Vittore Frigerio, in carica dal 1912 fino al 1957. Figura che mosse i primi passi all’interno della famiglia del “Corriere” quale corrispondente esterno da Milano. In questo periodo si scrivono pagine di storia inerenti alle due Guerre Mondiali, il primo decennio di guerra fredda e molti altri avvenimenti. Da sottolineare, inoltre, la celebrazione del 50esimo di pubblicazione della testata. Al fine di festeggiarne il traguardo, all’interno dell’edizione del 3 aprile 1941, è pubblicato un supplemento intitolato “50 anni di vita del Corriere del Ticino” con come conclusione il seguente scritto: “Il Corriere del Ticino guarda a questa prima tappa percorsa, con un senso di soddisfazione nel quale però non manca il rimorso per gli sbagli che può avere commesso, per le deficienze che ci possono essere state nella sua azione, tutte cose imputabili a quella debolezza umana che esclude appunto dalle cose umane ogni possibilità di perfezione. Ed ora, avanti”. Durante la direzione di Frigerio, la più lunga della storia del giornale, vengono apportati dei nuovi cambiamenti: tre traslochi della redazione e l'introduzione di 2 edizioni giornaliere a partire dal 1920.
Nel luglio del 1957 si decide di sostituire Frigerio con il già collaboratore da 13 anni Giancarlo Bianchi, annunciando il cambiamento con un titolo a due colonne “Trapasso di consegne”. Nell’ottobre dello stesso anno la testata si trova però a dover annunciare il decesso di quest’ultimo.
Come sostituto ad interim, fino al 1958, già firma del Corriere, viene chiamato Luigi Caglio e, successivamente, sempre nel 1958, viene nominato direttore Giovanni Regazzoni. Poco prima della nomina del suo successore per il periodo dal 1968 al 1982, nel 1969 viene fondata la Società Editrice del Corriere del Ticino (è, invece, del 2010 il Centro Stampa Ticino). Viene pure annunciata la nuova sede in corso Elvezia attraverso un gran titolo nell’edizione del 13 dicembre 1967: “Questa la nuova sede del Corriere del Ticino”.
Luogo dove direzione, redazione, amministrazione, tipografia e spedizione si trasferiscono a partire dal 1969 sotto la guida del nuovo direttore Guido Locarnini. Figura che nel giugno 1965 era stata assunta per vagliare la possibilità di un “completo rinnovamento della stampa del giornale, di studiare, e in seguito eventualmente realizzare, la sostituzione delle macchine per la stampa, e l’organizzazione di una nuova tipografia; in più, di studiare la riorganizzazione interna dell’amministrazione e del corpo redazionale”.
Dal 1982 al 1997, sotto la direzione di Sergio Caratti, si assiste al trasloco nella sede attuale di Muzzano, alle porte di Lugano e, in concomitanza, ricorre il centenario del Corriere del Ticino nel 1991. L’anno successivo, nel 1992, si decide di rivoluzionare l’impaginazione del giornale con la fiducia “che il lettore trarrà l’impressione di un ritmo informativo più coerente e nello stesso tempo più riposato”. Il lettore ha ora quattro “quaderni” con altrettante tematiche: dalle notizie internazionali, alle ticinesi, dallo sport alla cultura. Al fine di celebrare il secolo del giornale, nel 1993 si tengono i festeggiamenti sullo spazio davanti alla nuova sede di Muzzano. Ospiti della giornata sono il Consigliere Federale Flavio Cotti, il presidente del Senato italiano Giovanni Spadolini, il presidente del Consiglio di Stato ticinese Giuseppe Buffi e molti altri volti illustri. Altra rivoluzione, alla fine del mandato come direttore per Sergio Caratti, è lo sbarco su internet del Corriere del Ticino. Infatti, come annunciato sull’edizione cartacea del 22 ottobre 1996, il “CdT... online su Internet” è accessibile all’indirizzo www.cdt.ch a partire dal 4 novembre. Inizialmente era possibile accedere unicamente agli articoli già presenti sulla versione cartacea con eventuali brevi approfondimenti e aggiornamenti.
Dal 1998 fino al 2015 il passaggio di direzione vede alla guida della testata Giancarlo Dillena, in precedenza Caporedattore per il Cantone. Ritornando al lancio nel mondo digitale della testata, dopo un susseguirsi di migliorie, un secondo importante momento accade a marzo 2009 quando il portale online si modernizza ulteriormente proponendo notizie dalla mattina alla sera grazie all’offerta di tre parti, quali: Web Journal per notizie in tempo reale, Web Plus per approfondimenti, e CdT con Extra Online per la versione e-paper del giornale.
Dopo gli anni con Dillena al timone, dal 1. gennaio 2016 il testimone passa a Fabio Pontiggia, anch’esso già in precedenza tra le importanti firme del Corriere con funzioni, in seguito, di vicedirettore dal 2008 al 2011 e condirettore negli anni 2012-2015. Di questo periodo è possibile citare la ristrutturazione interna dell’edificio di Muzzano che permette la creazione di una moderna newsroom, un nuovo spazio tecnologico che favorisce lo scambio di opinioni tra i colleghi in redazione; il tutto coordinato da Paride Pelli, in veste di direttore responsabile del digitale e di direttore operativo in seguito.
Il 1º gennaio 2021, Paride Pelli assume l’incarico di direttore responsabile del giornale dopo l’uscita di Fabio Pontiggia. Grande cambiamento avviene lo stesso anno della presa in carico del giornale, con il lancio del nuovo domenicale gratuito del Gruppo Corriere del Ticino chiamato La Domenica, di cui lo stesso Paride Pelli è direttore.
Il direttore generale del Gruppo Corriere del Ticino è Alessandro Colombi.

## Consiglio di Fondazione
Consiglio di Fondazione costituito nel novembre 1941 da Raffaele Soldati, nipote del fondatore della testata, a seguito del lascito testamentario di quest’ultimo dove desiderava venisse istituito un ente autonomo per la salvaguardia della testata.
Lo scopo del Consiglio era, ed è, di “favorire l'incremento e la diffusione del giornale il Corriere del Ticino e di eventuali altri periodici e pubblicazioni, assicurandone la costanza di indirizzo”.